# لوکا رامبالدی
لوکا رامبالدی (ایتالیایی: Luca Rambaldi؛ زادهٔ ۹ دسامبر ۱۹۹۴) قایقران روئینگ اهل ایتالیا است.